# 294 (szám)
A 294 (kétszázkilencvennégy) a 293 és 295 között található természetes szám.